# Jump Festa
Die Jump Festa (japanisch ジャンプフェスタ, Jampu Fesuta) ist eine alljährlich vom Verlag Shūeisha ausgerichtete Manga-, Anime und Videospiel-Messe. Die Veranstaltung ist nach den vom Verlag herausgegebenen Jump-Magazinen, u. a. Shōnen Jump, benannt.
Erstmals fand die Jump Festa im Dezember 1999 als Jump Festa 2000 in der Tokyo Big Sight statt. Seit 2003 wird die Messe alljährlich im Dezember auf dem Gelände der Makuhari Messe in Chiba veranstaltet. Der Schwerpunkt liegt auf der Präsentation der Serien des Verlages in allen Formen: Manga, Anime und Videospiel. Neben Shūeisha als Ausrichter sind auch diverse Anime-Studios und Videospiel-Entwickler regelmäßig, mit ihren die jeweiligen Serien begleitenden Produkten, vertreten. Regelmäßig zieht die Messe an den beiden Veranstaltungstagen mehr als 150.000 Besucher an.
Auf diversen Bühnen haben Besucher unter anderem Gelegenheit, Manga-Autoren und Seiyū aktueller oder abgeschlossener Serien zu treffen. Im Rahmen der Messe werden auch regelmäßig besondere Episoden der diversen Anime-Serien oder Neuvorstellungen der Öffentlichkeit präsentiert.